# Hedriodiscus pulcher
Hedriodiscus pulcher är en tvåvingeart som först beskrevs av Christian Rudolph Wilhelm Wiedemann 1824.  Hedriodiscus pulcher ingår i släktet Hedriodiscus och familjen vapenflugor. Inga underarter finns listade i Catalogue of Life.